# Cossulus strioliger
Cossulus strioliger is een vlinder uit de familie van de Houtboorders (Cossidae). De wetenschappelijke naam van de soort is voor het eerst gepubliceerd in 1893 door Sergei Nikolaevitsj Alphéraky.
De soort komt voor in Centraal-Azië waaronder Iran, Tadzjikistan, Oezbekistan, Kirgizië, Afghanistan en Pakistan.